# Paramyia fumipennis
Paramyia fumipennis är en tvåvingeart som beskrevs av Malloch 1934. Paramyia fumipennis ingår i släktet Paramyia och familjen sprickflugor.
Artens utbredningsområde är Peru. Inga underarter finns listade i Catalogue of Life.